# Чемпионат Европы по плаванию в ластах 2008
22-й чемпионат Европы по плаванию в ластах прошёл в венгерском Эгере с 21 по 31 июля 2008 года.

## Распределение наград
*   Страна-организатор
| Место | Страна   | Золото | Серебро | Бронза | Всего |
| ----- | -------- | ------ | ------- | ------ | ----- |
| 1     | Россия   | 16     | 10      | 10     | 36    |
| 2     | Италия   | 9      | 3       | 4      | 16    |
| 3     | Украина  | 5      | 12      | 5      | 22    |
| 4     | Греция   | 2      | 3       | 1      | 6     |
| 5     | Франция  | 1      | 3       | 7      | 11    |
| 6     | Венгрия* | 0      | 2       | 5      | 7     |
| 7     | Германия | 0      | 1       | 1      | 2     |
| 8     | Эстония  | 0      | 0       | 1      | 1     |
| Всего | Всего    | 34     | 34      | 34     | 102   |

## Призёры

### Мужчины
| Дисциплина         | Золото                                                                        | Золото      | Серебро                                                                              | Серебро    | Бронза                                                                             | Бронза     |
| ------------------ | ----------------------------------------------------------------------------- | ----------- | ------------------------------------------------------------------------------------ | ---------- | ---------------------------------------------------------------------------------- | ---------- |
| 50 м, ныряние      | Евгений Скорженко · Россия                                                    | 14.52       | Игорь Сорока · Украина                                                               | 14.73      | Эрвен Морис · Франция                                                              | 14.94      |
| 50 м в ластах      | Евгений Скорженко · Россия                                                    | 15.76       | Дмитрий Сидоренко · Украина                                                          | 15.95      | Джанлука Манчини · Италия                                                          | 16.24      |
| 100 м в ластах     | Чезаре Фумарола · Италия                                                      | 35.48       | Андрей Бураков · Россия                                                              | 36.04      | Дмитрий Сидоренко · Украина                                                        | 36.13      |
| 200 м в ластах     | Андреа Нава · Италия                                                          | 1:22.29 WR  | Антониос Цурунакис · Греция                                                          | 1:22.47    | Стефано Фиджини · Италия                                                           | 1:22.47    |
| 400 м в ластах     | Антониос Цурунакис · Греция                                                   | 3:01.42     | Стефано Фиджини · Италия                                                             | 3:02.91    | Денеш Канио · Венгрия                                                              | 3:03.54    |
| 800 м в ластах     | Стефано Фиджини · Италия                                                      | 6:22.14 WR  | Денеш Канио · Венгрия                                                                | 6:30.51    | Роман Малетин · Россия                                                             | 6:31.13    |
| 1500 м в ластах    | Стефано Фиджини · Италия                                                      | 12:26.76 WR | Рафаэль Смолин-Фруассар · Франция                                                    | 12:40.90   | Роман Малетин · Россия                                                             | 12:41.71   |
| 50 м в кл. ластах  | Андреа Рампассо · Италия                                                      | 19.74 WR    | Павел Кулаков · Россия                                                               | 19.96      | Марко Албан · Италия                                                               | 20.39      |
| 100 м в кл. ластах | Андреа Рампассо · Италия                                                      | 43.15 WR    | Андрей Данченко · Украина                                                            | 43.54      | Александр Иванець · Россия                                                         | 44.10      |
| 200 м в кл. ластах | Андреа Рампассо · Италия                                                      | 1:37.95 WR  | Михаил Яценко · Украина                                                              | 1:38.76    | Александр Иванець · Россия                                                         | 1:39.42    |
| 100 м с аквалангом | Евгений Скорженко · Россия                                                    | 31.81       | Стефано Фиджини · Италия                                                             | 33.24      | Игорь Сорока · Украина                                                             | 33.42      |
| 400 м с аквалангом | Игорь Сапрыкин · Россия                                                       | 2:44.83 WR  | Антониос Цурунакис · Греция                                                          | 2:44.97    | Рустем Бермуратов · Россия                                                         | 2:49.87    |
| 800 м с аквалангом | Антониос Цурунакис · Греция                                                   | 5:51.84 WR  | Игорь Сапрыкин · Россия                                                              | 5:58.67    | Рустем Бермуратов · Россия                                                         | 6:03.97    |
| эстафета 4×100 м   | Джанлука Манчини · Чезаре Фумарола · Стефано Фиджини · Андреа Нава · Италия   | 2:22.31     | Андрей Бураков · Николай Резников · Павел Кулаков · Евгений Скорженко · Россия       | 2:25.35    | Дмитрий Сидоренко · Ярослав Розкладка · Дмитрий Шекера · Игорь Сорока · Украина    | 2:25.43    |
| эстафета 4×200 м   | Андреа Нава · Чезаре Фумарола · Фабио Пикки · Стефано Фиджини · Италия        | 5:31.71 WR  | Николай Резников · Илья Исламов · Сергей Прус · Роман Малетин · Россия               | 5:39.16    | Томас Димитриос · Антониос Цурунакис · Михаил Хулакис · Иоаннис Цурунакис · Греция | 5:39.88    |
| 6000 м             | Роман Малетин · Россия                                                        | 57:55.50    | Христиан Хорар · Германия                                                            | 59:30.19   | Максим Чёрный · Украина                                                            | 59:32.80   |
| эстафета 4×3000 м  | Николай Резников · Алексей Бусловских · Максим Айтов · Роман Малетин · Россия | 1:57:13.37  | Бертран Арсен · Максим Бержерон · Рафаэль Ансель · Рафаэль Смолин-Фруассар · Франция | 1:59:25.42 | Христиан Эйфе · Ив Ролак · Христиан Хорар · Себастиан Лассак · Германия            | 2:00:13.58 |

### Женщины
| Дисциплина         | Золото                                                                                  | Золото     | Серебро                                                                            | Серебро    | Бронза                                                                             | Бронза     |
| ------------------ | --------------------------------------------------------------------------------------- | ---------- | ---------------------------------------------------------------------------------- | ---------- | ---------------------------------------------------------------------------------- | ---------- |
| 50 м, ныряние      | Яна Касимова · Россия                                                                   | 16.53      | Маргарита Артюшенко · Украина                                                      | 16.58      | Камилла Хейтц · Франция                                                            | 16.92      |
| 50 м в ластах      | Маргарита Артюшенко · Украина                                                           | 17.79      | София Ктена · Греция                                                               | 18.86      | Лилла Секей · Венгрия                                                              | 18.87      |
| 100 м в ластах     | Маргарита Артюшенко · Украина                                                           | 39.73 ER   | Камилла Хейтц · Франция                                                            | 40.18      | Леа Луисон · Франция                                                               | 40.64      |
| 200 м в ластах     | Василиса Кравчук · Россия                                                               | 1:29.99 WR | Ольга Шляховская · Украина                                                         | 1:31.20    | Валерия Барановская · Россия                                                       | 1:32.56    |
| 400 м в ластах     | Валерия Барановская · Россия                                                            | 3:19.07 ER | Ольга Шляховская · Украина                                                         | 3:19.34    | Василиса Кравчук · Россия                                                          | 3:24.84    |
| 800 м в ластах     | Ольга Годована · Украина                                                                | 7:05.13    | Медея Джавахишвили · Россия                                                        | 7:05.21    | Елена Баканова · Россия                                                            | 7:05.57    |
| 1500 м в ластах    | Елена Баканова · Россия                                                                 | 13:37.60   | Ольга Годована · Украина                                                           | 13:40.07   | Яна Лазебрий · Украина                                                             | 13:44.28   |
| 50 м в кл. ластах  | Василиса Кравчук · Россия                                                               | 22.35 WR   | Элиза Мамми · Италия                                                               | 22.92      | Лилла Секей · Венгрия                                                              | 22.96      |
| 100 м в кл. ластах | Василиса Кравчук · Россия                                                               | 48.55 WR   | Яна Касимова · Россия                                                              | 49.18      | Лилла Секей · Венгрия                                                              | 49.30      |
| 200 м в кл. ластах | Яна Касимова · Россия                                                                   | 1:49.59 WR | Хайналка Дербецени · Венгрия                                                       | 1:51.03    | Петра Сенански · Венгрия                                                           | 1:52.31    |
| 100 м с аквалангом | Камилла Хейтц · Франция                                                                 | 36.86 ER   | Маргарита Артюшенко · Украина                                                      | 38.04      | Галия Саттарова · Эстония                                                          | 38.09      |
| 400 м с аквалангом | Галина Аракелян · Россия                                                                | 3:70.20    | Ирина Положенцева · Украина                                                        | 3:10.51    | Вероника Квентин · Франция                                                         | 3:13.06    |
| 800 м с аквалангом | Ирина Положенцева · Украина                                                             | 6:36.23    | Галина Аракелян · Россия                                                           | 6:42.24    | Оксана Ховилова · Россия                                                           | 6:46.94    |
| эстафета 4×100 м   | Екатерина Делова · Дарина Николаенко · Ольга Шляховская · Маргарита Артюшенко · Украина | 2:44.46    | Яна Касимова · Анна Бер · Валерия Барановская · Василиса Кравчук · Россия          | 2:44.74    | Леа Луисон · Леа Паскалотти · Вероника Квентин · Камилла Хейтц · Франция           | 2:47.89    |
| эстафета 4×200 м   | Валерия Барановская · Жанна Нечитайло · Медея Джавахишвили · Василиса Кравчук · Россия  | 6:09.31 WR | Екатерина Делова · Дарина Николаенко · Ольга Годована · Ольга Шляховская · Украина | 6:21.22    | Джорджия Виеро · Клаудия Амметто · Роберта Мастроянни · Сильвия Барончини · Италия | 6:23.07    |
| 6000 м             | Петра Хостинска · Швейцария                                                             | 1:02:44.78 | Татьяна Цой · Россия                                                               | 1:03:37.30 | Марина Грожан · Франция                                                            | 1:03:54.63 |
| эстафета 4×3000 м  | Анна Андриевских · Татьяна Цой · Людмила Чухнова · Алёна Оловянишникова · Россия        | 2:06:59.63 | Анна Позий · Татьяна Красногор · Анна Горская · Ольга Годована · Украина           | 2:08:48.77 | Лиза Сент-Джонс · Вероника Квентин · Лейла Бонишон · Марина Грожан · Франция       | 2:08:49.05 |